# Torpilleur No 1
Le torpilleur N° 1 fait partie des 7 torpilleurs du programme de 1876 de la marine française.
Dès son armement, il fut handicapé par des avaries aux tubes lance-torpilles (TLT) et aux chaudières.

## Carrière
En 1883, le N°1 fut baptisé Isard et servit pour la défense de la rade de Cherbourg.